# Cyperus rheophyticus
Espèce
Statut de conservation UICN

 VU B1ab(iii)+2ab(iii) : Vulnérable
Cyperus rheophyticus Lye est une espèce de plantes de la famille des Cyperaceae et du genre Cyperus, endémique du Cameroun. 

## Description
C'est une herbe pérenne pouvant atteindre 50 cm de hauteur.
Le rhizome de cette espèce est plus gros que celui de Cyperus brevifolius ssp. brevifolius, de même que l'anthère et l'akène.

## Répartition et habitat
Endémique du Cameroun, cependant assez commune, elle a été observée sur plsueiurs sites dans la Région du Sud-Ouest.
L'espèce se trouve dans les habitats submergés de façon saisonnière, dans les cours d'eau forestiers et les rivières du sud-ouest du Cameroun à 500-1 350 m d'altitude.